# Liste der türkischen Botschafter in Uganda
Am 1. März 2010 wurde der Botschaftsbetrieb im Serena Hotel Kampala aufgenommen.
Seit 29. Oktober 2010 verfügt die Botschaft über ein eigenes Kanzleigebäude.
| Ernennung Akkreditierung | Botschafter         | Bemerkung | Liste der Ministerpräsidenten der Türkei | Präsident von Uganda | Posten verlassen |
| ------------------------ | ------------------- | --------- | ---------------------------------------- | -------------------- | ---------------- |
| 1. März 2010             | Ahmet Melih Ulueren |           | Recep Tayyip Erdoğan                     | Yoweri Museveni      | 22. Sep. 2013    |
| 14. Nov. 2013            | Ayşe Sedef Yavuzalp |           | Recep Tayyip Erdoğan                     | Yoweri Museveni      |                  |